# Vicetone
Vicetone es un dúo neerlandés de música electrónica formado por los disc-jockeys y productores Ruben den Boer (nacido el 22 de enero de 1992) y Victor Pool (nacido el 9 de julio de 1992). En 2013 entraron por primera vez en la lista Top 100 DJs de DJ Mag ocupando el 60º puesto. Posteriormente, en 2014 subieron 24 lugares hasta llegar al 36º puesto. En 2015, cayeron 14 lugares hasta el 50º. En 2019 volvieron al Top 100, alcanzado el 83º puesto que, al año siguiente, abandonaron.
El dúo obtuvo gran reconocimiento gracias a su canción «Astronomia» de 2016, junto a Tony Igy, que se hizo mundialmente conocida por el famoso meme del ataúd durante la pandemia de COVID-19 en 2020.

## Biografía
Ambos aficionados a la música electrónica desde pequeños, Ruben y Victor se conocieron solo a los 15 años, durante la escuela, en la cual ambos solían compartir sus gustos musicales y las distintas canciones que escuchaban. Inspirados por artistas como Tiësto, Eric Prydz y Swedish House Mafia, más tarde y ya siendo muy amigos, surgió la idea de poder crear ellos mismos sus temas, algo que les interesó bastante. A comienzos del año 2012 comenzaron a producir música house, específicamente house progresivo. En este mismo año ficharon a Monstercat, y lanzaron su canción «Heartbeat» junto a Collin McLaughlin la cual tuvo una muy buena recepción por parte de sus fanes y oyentes. A la fecha han realizado variados remixes de artistas reconocidos a nivel mundial, como Adele, Calvin Harris, Maroon 5, Zedd, Flo Rida, etc. En el mes de julio de 2013, hicieron algunas presentaciones en el Nothing Toulouse: North American Tour de Nicky Romero, en los que realizaron actos de apoyo al DJ holandés, en octubre fueron parte del Line-Up de ADE 2013, el día 16 en Protocol Recordings Label Night, y en noviembre del mismo año acompañaron al dúo de DJ's y productoras australianas, Nervo en su tour #nationNERVO en México, por Ciudad de México y Guadalajara.

## Discografía

### Sencillos promocionales
| Año  | Canción                                        | Álbum                       |
| ---- | ---------------------------------------------- | --------------------------- |
| 2011 | "Twenty"                                       | Twenty single               |
| 2012 | "Stars"                                        | Monstercat 010 - Conquest   |
| 2012 | "Harmony"                                      | Monstercat 011 - Revolution |
| 2012 | "Hope" (ft. Barack Obama)                      | Hope single                 |
| 2012 | "California"                                   | California single           |
| 2012 | "Heartbeat" (ft. Collin McLoughlin)            | Monstercat 012 - Aftermath  |
| 2013 | "Tremble"                                      | Tremble single              |
| 2013 | "Beast" (Vicetone vs. Nico Vega)               | Beast single                |
| 2014 | "What I've Waited For" (Vicetone ft. D. Brown) | Monstercat 020 - Altitute   |

### Sencillos
- 2013: Vicetone feat. Collin McLoughlin - Heartbeat [Monstercat]
- 2013: Vicetone feat. Jonny Rose - Stars [Trice Recordings / Armada Music]
- 2013: Vicetone vs. Nico Vega - Beast [Gratis]
- 2013; Vicetone - Tremble [Protocol Recordings]
- 2013: Vicetone feat. Daniel Gidlund - Chasing Time [Trice Recordings / Armada Music]
- 2013: Vicetone vs. Popeska feat. Luciana - The New Kings [Proximity  ]
- 2014: Vicetone - Lowdown [Spinnin' Records]
- 2014: Vicetone feat. Chloe Angelides - White Lies [Protocol Recordings]
- 2014: Vicetone - Ensemble [DOORN Records / Spinnin'Records]
- 2014: Vicetone & Tony Igy - Astronomia 2014 [Gratis]
- 2014: Vicetone - Heat [Revealed Recordings]
- 2014: Nicky Romero & Vicetone feat. When We Are Wild - Let Me Feel [Protocol Recordings]
- 2014: Vicetone - United We Dance [Ultra Music]
- 2014: Vicetone feat. D. Brown - What I've Waited For [Monstercat]
- 2015: Vicetone feat. Kat Nestel - No Way Out [Spinnin' Records]
- 2015: Vicetone feat. JHart - Follow Me [Ultra Music]
- 2015: Vicetone feat. Kat Nestel - Angels [Ultra Music]
- 2015: Vicetone feat. Kat Nestel - Nothing Stopping Me [Ultra Music]
- 2015: Vicetone - Catch Me
- 2015: Vicetone - I'm On Fire [Spinnin' Records]
- 2016: Vicetone - Pitch Black [Spinnin' Records]
- 2016: Vicetone feat. Cosmos & Creature - Bright Side [Spinnin' Records]
- 2016: Vicetone feat. Raja Kumari - Don't You Run [Spinnin' Records]
- 2016: Vicetone feat. Pia Toscano - Siren [Spinnin' Records]
- 2016: Vicetone - Green Eyes [Spinnin' Records]
- 2016: Vicetone - Hawt Stuff [Spinnin' Records]
- 2016: Vicetone feat. Cozi Zuehlsdorff - Nevada [Monstercat]
- 2016: Vicetone - Anywhere I Go [Spinnin' Records]
- 2016: Vicetone feat. Grace Grundy - Kaleidoscope [Spinnin' Records]
- 2016: Vicetone feat. Youngblood Hawke - Landslide [Spinnin' Records]
- 2017: Vicetone - I Hear You [Monstercat]
- 2017: Vicetone feat. Rosi Golan - Collide [Spinnin' Records]
- 2018: Vicetone feat. Cozi Zuehlsdorff - Way Back [Monstercat]
- 2018: Vicetone feat. Meron Ryan - Walk Thru Fire [Monstercat]
- 2018: Vicetone - South Beach [Vicetone Records]
- 2018: Vicetone feat. Haley Reinhart - Something Strange [Monstercat]

### Remixes
- Dillon Francis, The Chain Gang Of 1974, Sultan & Ned Shepard - When We Were Young (Vicetone Remix)
- Cash Cash - Overtime (Vicetone Remix)
- Krewella - Enjoy The Ride (Vicetone Remix)
- Nicky Romero vs. Krewella – Legacy (Vicetone remix)
- David Puentez feat. Shena – The One (Vicetone remix)
- Youngblood Hawke – We Come Running (Vicetone remix)
- Hook N Sling vs Nervo – Reason (Vicetone Bootleg)
- Cazzette – Weapon (Vicetone remix)
- Matthew Koma – One Night (Vicetone remix)
- Nicky Romero & Fedde Le Grand ft. Matthew Koma – Sparks (Vicetone Remix)
- Doctor P. ft. Eva Simons – Bulletproof (Vicetone remix)
- Maroon 5 – Payphone (Vicetone Bootleg)
- Flo Rida – Whistle (Vicetone remix)
- Zedd – Clarity (Vicetone remix)
- Nervo – Hold On (Vicetone remix)
- Adele – Someone like you (Vicetone Bootleg)
- Calvin Harris ft. Ne-Yo – Let's go (Vicetone remix)
- Morgan Page – The Longest Road (Vicetone Bootleg)
- Linkin Park & Steve Aoki - A Light That Never Comes (Vicetone Remix)
- Urban Cone - Come Back To Me (feat. Tove Lo) (Vicetone Remix)
- Bonnie Mckee - I Want It All (Vicetone Remix)
- Hardwell & Tiësto - Colors (feat Andreas Moe) (Vicetone Remix)
- Little Boots - No Pressure (Vicetone Remix)
- League of Legends - PROJECT: Yi (Vicetone Remix)*

## Ranking DJMag
| DJ       | 2013 | 2014 | 2015 | 2016 | 2017 | 2019 | 2020 | 2021 |
| -------- | ---- | ---- | ---- | ---- | ---- | ---- | ---- | ---- |
| Vicetone | 60°  | 36°  | 50°  | 81°  | 125° | 85°  | 110° | 130° |